# Comigne
Comigne é uma comuna francesa na região administrativa de Occitânia, no departamento de Aude. Estende-se por uma área de 9,24 km². Em 2010 a comuna tinha 315 habitantes (densidade: 34,1 hab./km²).